# Eurybia sibirica
Eurybia sibirica, o àster siberià és una espècie de planta herbàcia perenne que és planta nativa del nord-oest d'Amèrica i el nod d'Europa, anant d'Escandinàvia al Canadà. Es troba en zones obertes dels voscos boreals subàrtics. És d'aspecte similar a Eurybia merita. Les flors es produeixen a l'estiu amb flòsculs de color porpra pàl·lid grocs.